# 大汉情缘之云中歌
《大汉情缘之云中歌》，是改編自桐华小说《大汉情缘第二部：云中歌》，亦是桐华第四部翻拍成电视剧的小说作品。由于正工作室拍摄，杨颖、杜淳、陆毅、陈晓、杨蓉、苏青主要演出。2013年4月3日在浙江横店影视城开镜拍摄，2013年7月杀青，10月28日推出片花。於2015年9月13日在湖南衛視钻石独播剧场播出。

## 播放平台
| 頻道        | 所在地   | 播出日期                            | 播出時間                               | 備註         |
| ----------- | -------- | ----------------------------------- | -------------------------------------- | ------------ |
| 湖南衛視    | 中国大陆 | 2015年9月13日                       | 星期日、星期一 22:00 - 00:00(两集连播) | 钻石独播剧场 |
| Astro全佳HD | 马来西亚 | 2015年11月30日                      | 星期一至五 19:00 - 20:00               | 高清大剧     |
| 中華TV      |          | 2015年12月28日                      | 星期一至五 21:00 - 23:00               |              |
| 佳乐台      | 新加坡   | 2016年1月19日                       | 星期一至五 22:00 - 23:00               |              |
| 中天綜合台  | 臺灣     | 2016年2月22日                       | 每週一至週五 20:00 - 21:00             |              |
| 中視數位台  | 臺灣     | 2016年2月22日                       | 每週一至週五 21:00 - 22:00             |              |
| 華語劇台    | 香港     | 2016年4月25日                       | 每週一至週五 22:30 - 23:30             |              |
| J5          | 香港     | 2016年11月11日                      | 每日 23:30 - 00:30                     | J5劇場       |
| 翡翠台      | 香港     | 2022年10月28日-2023年1月4日（重播） | 每日 10:30 - 11:30                     |              |
| LaLa TV     | 日本     | 2016年11月10日                      | 四-五 04:30～06:30                     |              |
| 八度空间    | 马来西亚 | 2021年9月21日                       | 每逢星期一至五 06:00 - 06:58           | 优6剧场      |

## 剧情概要
西漢時期，年少的漢昭帝劉弗陵（陆毅 饰）在荒漠迷途，幸得女孩雲歌（楊穎 饰）帶其走出困境，臨別之際，兩人相約十年後長安見。十年後，雲歌依約到長安，卻把劉病已（陳曉 飾）誤認為劉弗陵，又遇上難纏的孟玨…珍珠繡鞋牽引出兩段情緣，看似造化弄人，卻是上天給雲歌最好的禮物。 雲歌從一個無憂無慮的少女到歷經了人生的悲歡離合，但她依然是大漠上騎著天山雪駝愛樂於助人給人希望的善良女孩，努力與堅持在真愛中，做出最美味的食物，在藍天白雲下，唱出最美最動人的歌！

## 演員列表

### 主要人物
| 演員                    | 角色         | 關係／暱稱 | 国语配音            | 粤语配音            |
| Angelababy 童年：蒋依依 | 云歌／霍雲歌 | 云歌 郝啸天与心城（即卫无忌与金玉）之女。竹公子，雅厨，前任流星帮帮主、愛上孟珏，但受霍成君挑拨而誤會、深愛刘弗陵懷上劉弗陵的孩子後，因霍成君陷害而被孟珏喂滑胎藥因而流產，為了復仇嫁給孟珏，開始了她的復仇之路。许平君的结拜妹妹，富裕、抹茶、阿竹的主子，曾误以为刘询为刘弗陵，霍成君之情敌，挑拨刘询设计霍成君令其不孕、以流星令下命追杀刘胥、以钩吻毒害孟珏，最终返回大漠，與孟珏最後結局不明。 | 乔诗语 童年：唐小喜 | 張頌欣              |
| 杜淳 童年：裘慕远       | 孟珏         | 孟珏 玉中之王，流星帮帮主，陆风之义子，深愛云歌，刘弗陵之情敌，与刘询亦敌亦友，百合之师兄。醫術高明，最终请求离宫时被劉詢意欲射箭，結局不明。 | 张杰 童年：刘芊含   | 李鎮然 童年：袁淑珍 |
| 陆毅 童年：方姚子镱     | 刘弗陵       | 刘弗陵 汉昭帝，陵哥哥，汉武帝、勾弋夫人之子，深愛云歌，上官小妹有名无实之丈夫，孟珏之情敌，曾在云歌面前先后化名赵陵与刘长风，小時與雲歌相識，兩人相約十年後長安見，兩人相認後過了段快樂時光，卻因長期服用有毒食物，慢性中毒而死。 | 姜广涛 童年：张凯   | 黃啟昌 童年：伍秀霞 |
| 陈晓                    | 刘询／刘病已 | 劉病已 衛皇孫。後为汉宣帝，许平君之丈夫，深爱许平君，与孟珏亦敌亦友，曾被雲歌誤認為劉弗陵，在民間流浪多年，后因霍家协助成为皇帝。 | 边江                | 李凱傑              |
| 杨蓉 童年：苏钰岚       | 霍成君       | 霍成君 汉宣帝之婕妤(歷史上真正的霍成君的確做過皇后，但這部電視劇並沒有這段劇情)，霍光、霍显之女，云歌、许平君之情敌，痴恋孟珏，但因爱生恨，多次加害孟珏和云歌，后嫁予刘询，居于昭阳殿，为成皇后，先后害死云歌的孩子、红衣、刘贺、许平君，最终因假孕而被刘询打入冷宫，死前瘋癲卻仍未成為皇后。 | 季冠霖              | 陳皓宜              |
| 苏青                    | 许平君       | 许平君 汉宣帝之婕妤，后为皇后，刘询之妻，云歌的结拜姊姊，许香兰之堂姊，產有一子，劉奭，霍成君之情敌，多次维护云歌，因與劉詢的愛情而有了"故劍情深"一詞，入宫后居于椒房殿，再次有孕時，却因霍成君暗害导致难产而亡。 | 刘校妤              | 黃淑芬              |

### 其他人物
| 演員   | 角色       | 關係／暱稱 | 国语配音 | 粤语配音 |
| 寇振海 | 霍光       | 霍光 辅政大臣，霍去病（郝啸天）之弟、霍显之夫，霍怜儿、霍成君、霍禹之父、後中风病逝。                                                     | 范哲琛   | 招世亮   |
| 包贝尔 | 刘贺       | 刘贺 大公子，昌邑王，汉废帝，孟珏之结拜兄弟，喜歡紅衣，成为皇帝後被霍成君下毒导致疯癫与失明，後被霍家设计被废赶回昌邑时被霍成君派人暗杀。 | 姜广涛   | 周倚天   |
| 刘冠翔 | 于安       | 于安 汉昭帝时之太监总管（后跟着云歌），多次保护刘弗陵与云歌                                                                               | 宝木中阳 | 鄧志堅   |
| 毛晓彤 | 上官小妹   | 上官小妹 汉昭帝之皇后，霍光之外孙女，上官桀之孙女，上官安、霍怜儿之女，後为太皇太后。 在許平君死後，替她照顧其子劉奭（虎兒），渡過餘生。  | 唐小喜   | 黃昕瑜   |
| 张雅萌 | 霍显       | 霍显 霍光之妻，霍成君之母，霍光死後，因霍家失势并与霍成君密谋假孕失败后与霍成君反目。                                                     | 张凯     | 黃玉娟   |
| 张雪迎 | 抹茶       | 抹茶 云歌的侍女，後为救云歌而被刘胥刺死。                                                                                                 | 杨凝     | 成瑤孆   |
| 张天阳 | 富裕       | 富裕 椒房殿的总管，云歌的宦官，後为许平君的宦官，曾为救云歌而被刘胥重伤。                                                                 |          | 林筠翔   |
| 王浩燃 | 红衣       | 红衣 大公子刘贺的侍女，月生之妹，喜歡劉賀，为救刘贺而被刘胥重伤，最终被霍成君下毒害死。                                                   | 张丽敏   | 吳羨婷   |
| 张哲瀚 | 刘胥       | 刘胥 广陵王，与霍成君勾结，抓走云歌、重伤红衣，杀死富裕、抹茶的真凶，后被云歌以流星帮下令追杀，后被云翊掳走后杀死。                       | 张震     | 張方正   |
| 彤耀忠 | 霍禹       | 霍禹 霍光之子，霍成君之兄，霍光死后被派往塞外守城。                                                                                       | 张磊     | 陳成港   |
| 姜晓冲 | 霍山       | 霍山 昔霍光之侄子，霍光死后被派往山西守城。                                                                                               |          |          |
| 王翊菲 | 刘奭(虎儿) | 虎兒 刘询与许平君之子，太子，汉元帝 |          | 林元春   |
| 丁柳雁 | 蓝儿       | 藍儿 许平君的侍女 |          |          |
| 陈木易 | 七喜       | 七喜 刘贺、汉宣帝时之太监总管，后被汉宣帝调至昭阳殿伺候霍成君，害死许平君的帮凶，后被刘询下令乱棍打死。                                   |          |          |
| 吾晟赫 | 八平       | 八平 原创角色，汉宣帝时之太监总管 |          |          |
| 董慧   | 橙儿       | 橙儿 上官小妹的贴身侍女 |          | 凌晞     |
| 夏阳   | 阿紫       | 阿紫 上官小妹的贴身侍女，霍家的眼线，后被上官小妹软禁                                                                                     |          | 叶晓欣   |
| 赵思文 | 一月       | 一月、四月、二月、六月 孟珏之侍女，流星帮之弟子                                                                                           |          | 李潤知   |
| 王若伊 | 四月       | 一月、四月、二月、六月 孟珏之侍女，流星帮之弟子                                                                                           |          |          |
| 罗璇   | 二月       | 一月、四月、二月、六月 孟珏之侍女，流星帮之弟子                                                                                           |          |          |
| 郭文   | 六月       | 一月、四月、二月、六月 孟珏之侍女，流星帮之弟子                                                                                           |          |          |
| 王婉中 | 小苏       | 小蘇 霍成君的侍女，霍成君假孕事件揭秘后被杀死                                                                                             |          | 罗孔柔   |
| 黄永刚 | 江充       | 江充 漢武帝時期的奸臣，陷害卫子夫、卫太子，巫蠱之亂后被杀                                                                                 | 张磊     |          |
| 朱荣荣 | 张太医     | 張太醫 太医院太医 |          | 李致林   |
| 邢琪琦 | 刘旦       | 劉旦 燕王，汉武帝之子，刘弗陵同父异母之哥哥，曾绑架云歌与许平君并企图谋反，最终逃亡时被孟珏杀死                                           | 吴凌云   | 刘奕希   |
| 孙骜   | 月生       | 月生 红衣的哥哥，孟珏的义兄，多年前因救刘贺而死                                                                                           |          | 鄭麗麗   |
| 郑晓宁 | 赵充国     | 趙充國 刘弗陵之近侍 |          |          |
| 杨珑   | 何小七     | 何小七 刘病已之好友 | 杨天翔   |          |
| 骆文博 | 小翠       | 小翠 霍显的侍女 |          |          |
| 方胜利 | 田千秋     | 田千秋 宰相，因中风去世 |          | 黃子敬   |

### 友情客串
| 演員     | 角色       | 關係／暱稱 | 国语配音 | 粤语配音 |
| 胡兵     | 劉徹       | 劉徹 刘弗陵之父，漢武帝                                                                                            | 吴凌云   | 蘇強文   |
| 范文芳   | 无泪       | 無淚 原创角色、无泪城主，小时候曾绑架云歌、刘弗陵、孟珏，最终被孟珏放火烧死                                        | 张丽敏   | 梁少霞   |
| 白珊     | 鉤弋夫人   | 鉤弋夫人 赵婕妤，刘弗陵之母，被汉武帝赐死                                                                          | 刘芊含   | 鄭麗麗   |
| 宗峰岩   | 郝啸天     | 郝啸天 云歌、云翊之父，霍光的结拜兄弟 原著角色為霍去病（衛無忌），霍光同父異母之兄                                 | 张磊     | 蕭徽勇   |
| 程莉莎   | 心城       | 心城 云歌、云翊之母，陆风之师妹兼旧情人 原著角色为金玉（玉瑾／莘月）                                               | 张凯     | 陸惠玲   |
| 敖翔     | 云翊       | 雲翊 云歌之兄，曾与阿竹到长安寻找云歌，后与云歌跟霍光相认 原著角色为霍曜                                           | 杨天翔   | 曹啟謙   |
| 程砚萩   | 阿竹       | 阿竹 云歌（大漠时）之侍女                                                                                          |          | 廖杏茵   |
| 赵丽颖   | 百合       | 百合 原创角色、女医师，与刘弗陵认识，孟珏的师妹，後為救劉弗陵中毒而死                                              | 邱秋     | 何璐怡   |
| 沈保平   | 上官桀     | 上官桀 辅政大臣，设计杀死霍光时被霍禹杀死                                                                          | 杨默     | 林國雄   |
| 苗洛依   | 许香兰     | 许香兰 许平君之堂妹，孟珏之妾，后被休                                                                              |          | 柚子蜜   |
| 阚清子   | 霍怜儿     | 霍怜儿 上官安之妻，霍光之女，上官小妹之母亲，霍成君同父异母之姐姐，上官安死后自杀身亡                              | 张丽敏   | 陳琴雲   |
| 曲尼次仁 | 阿丽亚公主 | 阿丽亚公主 边塞公主，与云歌比武失败                                                                                |          | 柚子蜜   |
| 黎一萱   | 鄂邑长公主 | 鄂邑公主 汉武帝之女，刘弗陵同父异母之姐，上官家谋反后被软禁                                                        | 阎萌萌   | 林元春   |
| 周放     | 丁外人     | 丁外人 鄂邑公主之情人，被霍禹杀死                                                                                  | 吴凌云   | 林芷筠   |
| 邬立朋   | 刘据       | 刘据 卫太子，汉武帝、卫子夫之子，因巫蠱之亂而自杀身亡。                                                            | 张杰     | 鍾見麟   |
| 白海龙   | 趙破奴     | 趙破奴 刘弗陵之近侍，几年后因病去世（从刘弗陵口述）                                                                | 张震     | 潘文柏   |
| 曲高位   | 上官安     | 上官安 上官桀之子，霍怜儿之夫，上官小妹之父，设计杀死霍光时被霍禹杀死                                              |          | 陳耀楠   |
| 李依蔓   | 孟母       | 孟珏之母 | 张凯     | 陸惠玲   |
| 曹禹     | 陆风       | 风叔 孟珏之义父，与云歌的母亲心城为师兄妹，流星帮帮主，最终病逝。                                                  |          | 葉振聲   |
| 公方敏   | 侯老头     | 侯老头 孟珏的师傅，传授其“妙手空空”技术与武功。                                                                    | 郭政建   | 朱子聰   |
|          | 牟神医     | 牟神医 孟珏、百合的师傅，传授孟珏与百合医术，曾为宫中太医（仅从孟珏、刘弗陵与百合口述） 原著角色为孟西漠（即莫循） |          |          |
|          | 爱永       | 爱永 无泪之夫，诺言之情夫，被无泪一箭射死                                                                          |          | 胡家豪   |
| 蒋依依   | 诺言       | 諾言 无泪之养妹，爱永之情妇                                                                                        |          |          |
| 季勤     | 老奶奶     | 百合的奶奶 |          | 蔡惠萍   |
| 王瑞子   | 舞娘       | 舞娘 霍成君的舞蹈教师                                                                                              |          | 柚子蜜   |
| 曹馨月   |            | 美艳女子 |          |          |

## 製作人員
- 出品人：于正
- 制作人：于正
- 监制：李秀珍
- 原著：桐华《雲中歌》
- 导演：胡意涓、蔡晶盛、胡明凯
- 副导演（助理）：翟钢
- 编剧：沈芷凝
- 摄影：陈雨洲
- 配乐：谭旋
- 选角导演：李海龙；尤尚予
- 配音导演：姜广涛
- 美术设计：钟志鹏
- 造型设计：吴宝玲

## 電視劇歌曲

### 中國大陸
| 曲序 | 曲目                                       |            | 作曲 | 演唱                  |
| ---- | ------------------------------------------ | ---------- | ---- | --------------------- |
| 1.   | 丝罗（第1-20集片頭曲）                     | 于正       | 谭旋 | 李宇春                |
| 2.   | 云天外（第1-20集片尾曲，第21集之後片头曲） | 正         | 谭旋 | 杜淳(片頭)/陸毅(片尾) |
| 3.   | 绿罗裙（第21集之後片尾曲）                 | Angelababy | 谭旋 | Angelababy            |
| 4.   | 云中锦香（插曲）                           |            |      | 杨梓文祺              |
| 5.   | 薇曲（插曲）                               |            | 刘沙 | 张禄籴                |
| 6.   | 蒹葭（插曲）                               |            |      | 刘芳                  |
| 7.   | 云天外（插曲）                             |            |      | 杜淳                  |

### 台灣
中視、中天電視
| 曲序 | 曲目                     |                  | 作曲     | 演唱       |
| ---- | ------------------------ | ---------------- | -------- | ---------- |
| 1.   | 當我的好朋友（片頭曲）   | HUSH             | JOEL@KOH | 丁噹       |
| 2.   | 只是不夠愛自己（片尾曲） | 葛大為           | 呂至傑   | 丁噹       |
| 3.   | 綠羅裙（插曲）           | Angelababy、譚旋 | 譚旋     | Angelababy |
| 4.   | 薇曲（插曲）             |                  | 劉沙     | 張祿糴     |
| 5.   | 蒹葭（插曲）             |                  | 劉沙     | 劉芳       |

## 收視率
由csm数据参考而来，收视率包括全天收视指数和市场（收视）份额参数
| 平台     | 平均收视率 | 平均市場份額 |
| -------- | ---------- | ------------ |
| 湖南衛視 | 0.88       | 7.49         |

1. 资料来源：Kimi_冲 （页面存档备份，存于）、克顿传媒数据中心 （页面存档备份，存于）、卫视这些事儿 （页面存档备份，存于）、卫视小露电 （页面存档备份，存于）、青春剧透社 （页面存档备份，存于）

## 爭議
原定於2014年12月9日在四个卫视播出，卻遭到临时撤档，原因是卫视每年15%的古装剧配额已经用完。对此，业内人士表示不信服，“档期早就定了，包括古装剧的限额是否还有，卫视肯定心中有数。”还有业内人士猜测，《云中歌》撤档或许因于正与琼瑶的官司纠纷，导致于正剧遭到限制。

## 宣傳活動
| 播出時間       | 地點     | 活動                   | 出席演員   |
| 2015年10月17日 | 中国大陆 | 湖南卫视《快乐大本营》 | 杜淳、陈晓 |